# Zodiaco (programma televisivo)
Zodiaco è stato un programma televisivo italiano andato in onda su Italia 1 in prima serata dal 25 marzo al 24 giugno 1985 il lunedì sera per 14 puntate. La trasmissione era scritta e condotta da Claudio Cecchetto e Gerry Scotti; il primo ne fu anche l'ideatore.
La sua sigla ufficiale, "Fever", era composta dal gruppo musicale Tipinifini.

## Il programma
Zodiaco era un quiz che in ogni puntata vedeva sfidarsi tra loro cinque concorrenti, sottoposti a domande legate ai segni dell'oroscopo, come suggeriva il titolo, ciascuno dei quali era protagonista di una delle puntate (eccetto la prima e l'ultima). Le domande, che riguardavano argomenti come la musica, il cinema, lo sport e la storia, venivano spesso anticipate da dei brevi filmati lanciati dal conduttore, Claudio Cecchetto. Il vincitore della puntata, curiosamente, era colui che al termine dei giochi si piazzava al terzo posto della classifica complessiva.
A spezzare il ritmo della lunga trasmissione, dalla durata di circa due ore, erano gli ultimi successi musicali del momento presentati dallo stesso Cecchetto, o le incursioni dei membri del cast della trasmissione, come Gerry Scotti, alle sue prime apparizioni televisive, qui in versione "Sterminator" per punire i concorrenti che non riuscivano a rispondere ai quesiti, la cantante Taffy, il mimo Jango Edwards, i ballerini Brian & Garrison, la campionessa di ginnastica ritmica Giulia Staccioli, il comico Marco Milano insieme al vignettista Zap e al gruppo dei Gangsters.
Le miss che rappresentavano i segni zodiacali:
- Ariete: Paola Perego
- Toro: Ramona Dell'Abate
- Gemelli: Isabel Amadeo
- Cancro: Licia Colò
- Leone: Patrizia Pellegrino
- Vergine: Marina Perzy
- Bilancia: Tinì Cansino
- Scorpione: Celeste
- Sagittario: Fabrizia Carminati
- Capricorno: Kay Sandvik
- Acquario: Susanna Messaggio
- Pesci: Fiorella Pierobon

## Curiosità
- Il promo di questo varietà di Italia 1, quando dicevano gli ospiti, è stato riproposto nel programma politico L'Infedele, condotto da Gad Lerner, su LA7.